# Bremen (Maine)
Bremen ist eine Town im Lincoln County des Bundesstaates Maine in den Vereinigten Staaten. Im Jahr 2020 lebten dort 823 Einwohner in 648 Haushalten auf einer Fläche von 72,16 km².

## Geografie
Nach dem United States Census Bureau hat Bremen eine Gesamtfläche von 72,16 km², von der 42,66 km² Land sind und 29,5 km² aus Gewässern bestehen.

### Geografische Lage
Bremen liegt im Südosten von Lincoln County an der Penobscot Bay des Atlantischen Ozeans und grenzt an das Knox County. Zum Gebiet der Town gehören auch mehrere Inseln in der Penobscot Bay. Zu den größeren und bekannteren Inseln gehören: Bremen Long Island, Cow Island und Hog Island. Der Webber Pond ist der größte See auf dem Gebiet der Town. Die Oberfläche ist eben, ohne nennenswerte Erhebungen.

### Nachbargemeinden
Alle Entfernungen sind als Luftlinien zwischen den offiziellen Koordinaten der Orte aus der Volkszählung 2010 angegeben.
- Norden: Waldoboro,16,3 km
- Osten: Friendship, Knox County, 9,4 km
- Süden: Bristol, 10,7 km
- Westen: Damariscotta, 7,2 km
- Nordwesten: Nobleboro, 14,1 km

### Stadtgliederung
In Bremen gibt es mehrere Siedlungsgebiete: Bremen, Broad Cove, Medomak, Muscongus und Turners Corner.

### Klima
Die mittlere Durchschnittstemperatur in Bremen liegt zwischen −6,8 °C (20 °Fahrenheit) im Januar und 20,6 °C (69 °Fahrenheit) im Juli. Damit ist der Ort gegenüber dem langjährigen Mittel der USA um etwa 6 Grad kühler. Die Schneefälle zwischen Oktober und Mai liegen mit bis zu zweieinhalb Metern mehr als doppelt so hoch wie die mittlere Schneehöhe in den USA; die tägliche Sonnenscheindauer liegt am unteren Rand des Wertespektrums der USA.

## Geschichte
Bremen in Maine ist das älteste Bremen in den USA. Es wurde im Jahre 1742 von drei Familien gegründet, die aus dem nahe gelegenen Waldoburg (heute Waldoboro), einer 1736 gegründeten Siedlung deutscher Einwanderer, auszogen und ihre neue Ansiedlung nach ihrer Heimatstadt Bremen benannten. Gegen Ende des 18. Jahrhunderts zogen etliche deutschsprachige Siedler von Waldoburg – das inzwischen in zunehmendem Maße von Siedlern anderer Herkunft bewohnt wurde, die durchgesetzt hatten, dass der Ort in Waldoboro umbenannt wurde und der Gottesdienst in der örtlichen Kirche in englischer statt in deutscher Sprache abgehalten wurde – nach Bremen, wo sich keine nicht deutschen Einwanderer angesiedelt hatten, um. Ihre 1772 erbaute Kirche nahmen sie mit. Diese Kirche steht heute noch und gilt als eine der drei ältesten Kirchen in Maine. Am 19. Februar 1828 wurde Bremen als Town of Bremen „incorporated“, was als offizielle Gründung gilt. Von ca. 100 Einwohnern zu diesem Zeitpunkt wuchs Bremen bis 1870 zu einer Größe von 840 Einwohnern an. Heute ist Bremen ein Pendlerdorf, die arbeitende Bevölkerung übt ihre Berufstätigkeit weitgehend in den umliegenden Städten aus.

### Einwohnerentwicklung
| Volkszählungsergebnisse – Town of Bremen, Maine | Volkszählungsergebnisse – Town of Bremen, Maine | Volkszählungsergebnisse – Town of Bremen, Maine | Volkszählungsergebnisse – Town of Bremen, Maine | Volkszählungsergebnisse – Town of Bremen, Maine | Volkszählungsergebnisse – Town of Bremen, Maine | Volkszählungsergebnisse – Town of Bremen, Maine | Volkszählungsergebnisse – Town of Bremen, Maine | Volkszählungsergebnisse – Town of Bremen, Maine | Volkszählungsergebnisse – Town of Bremen, Maine | Volkszählungsergebnisse – Town of Bremen, Maine |
| Jahr                                            | 1800                                            | 1810                                            | 1820                                            | 1830                                            | 1840                                            | 1850                                            | 1860                                            | 1870                                            | 1880                                            | 1890                                            |
| ----------------------------------------------- | ----------------------------------------------- | ----------------------------------------------- | ----------------------------------------------- | ----------------------------------------------- | ----------------------------------------------- | ----------------------------------------------- | ----------------------------------------------- | ----------------------------------------------- | ----------------------------------------------- | ----------------------------------------------- |
| Einwohner                                       |                                                 |                                                 |                                                 | 770                                             | 837                                             | 891                                             | 907                                             | 797                                             | 839                                             | 842                                             |
| Jahr                                            | 1900                                            | 1910                                            | 1920                                            | 1930                                            | 1940                                            | 1950                                            | 1960                                            | 1970                                            | 1980                                            | 1990                                            |
| Einwohner                                       | 657                                             | 550                                             | 423                                             | 322                                             | 383                                             | 409                                             | 438                                             | 454                                             | 598                                             | 674                                             |
| Jahr                                            | 2000                                            | 2010                                            | 2020                                            | 2030                                            | 2040                                            | 2050                                            | 2060                                            | 2070                                            | 2080                                            | 2090                                            |
| Einwohner                                       | 782                                             | 806                                             | 823                                             |                                                 |                                                 |                                                 |                                                 |                                                 |                                                 |                                                 |

## Kultur und Sehenswürdigkeiten

### Bauwerke
In dem Ort wurde 1990 die Cora F. Cressey (Schoner) unter Denkmalschutz gestellt und unter der Register-Nr. 90000586 ins National Register of Historic Places aufgenommen.

## Wirtschaft und Infrastruktur

### Verkehr
Die Maine State Route 32 verläuft in nordsüdlicher Richtung durch Bremen.

### Öffentliche Einrichtungen
Es gibt keine medizinischen Einrichtungen oder Krankenhäuser in Bremen. Die nächstgelegenen befinden sich in Damariscotta und Waldoboro.
In Bremen befindet sich die Bremen Library in der Waldoboro Road.

### Bildung
Bremen gehört zusammen mit Bristol, Damariscotta, Jefferson, Newcastle, Nobleboro und South Bristol zum Central Lincoln County School System, AOS 93. Weiterführende Schulen werden durch den Schulbezirk nicht angeboten, es können Schulen der Wahl besucht werden, für die Kosten kommen die Gemeinden auf. Die meisten Schülerinnen und Schüler besuchen die private Lincoln Academy in Newcastle.
Im Schulbezirk werden mehrere Schulen angeboten:
- Bristol Consolidated School; Schulklassen Pre-Kindergarten bis 8. Schuljahr, in Bristol
- Jefferson Village School; Schulklassen Kindergarten bis 8. Schuljahr, in Jefferson
- Nobleboro Central School; Schulklassen Kindergarten bis 5. Schuljahr, in Nobleboro
- Great Salt Bay Community School; Schulklassen Kindergarten bis 8. Schuljahr, in Damariscotta